# Гурьянов, Денис Владимирович
Дени́с Влади́мирович Гурья́нов (род. 7 июня 1997, Тольятти, Самарская область) — российский хоккеист, правый нападающий клуба КХЛ ЦСКА.

## Карьера
Воспитанник тольяттинского хоккея. В своём дебютном сезоне в КХЛ сыграл 8 матчей и сделал 1 голевую передачу. 27 сентября 2015 года забросил свою первую шайбу в шестом матче второго для себя сезона в КХЛ. В сезоне 2015/16 сыграл 47 матчей забросил 4 шайбы и сделал 1 голевую передачу с показателем полезности −11.
Участник юниорского (U18) чемпионата мира 2015 года. В драфте НХЛ 2015 года году выбран в 1-м раунде под общим 12-м номером клубом «Даллас Старз».

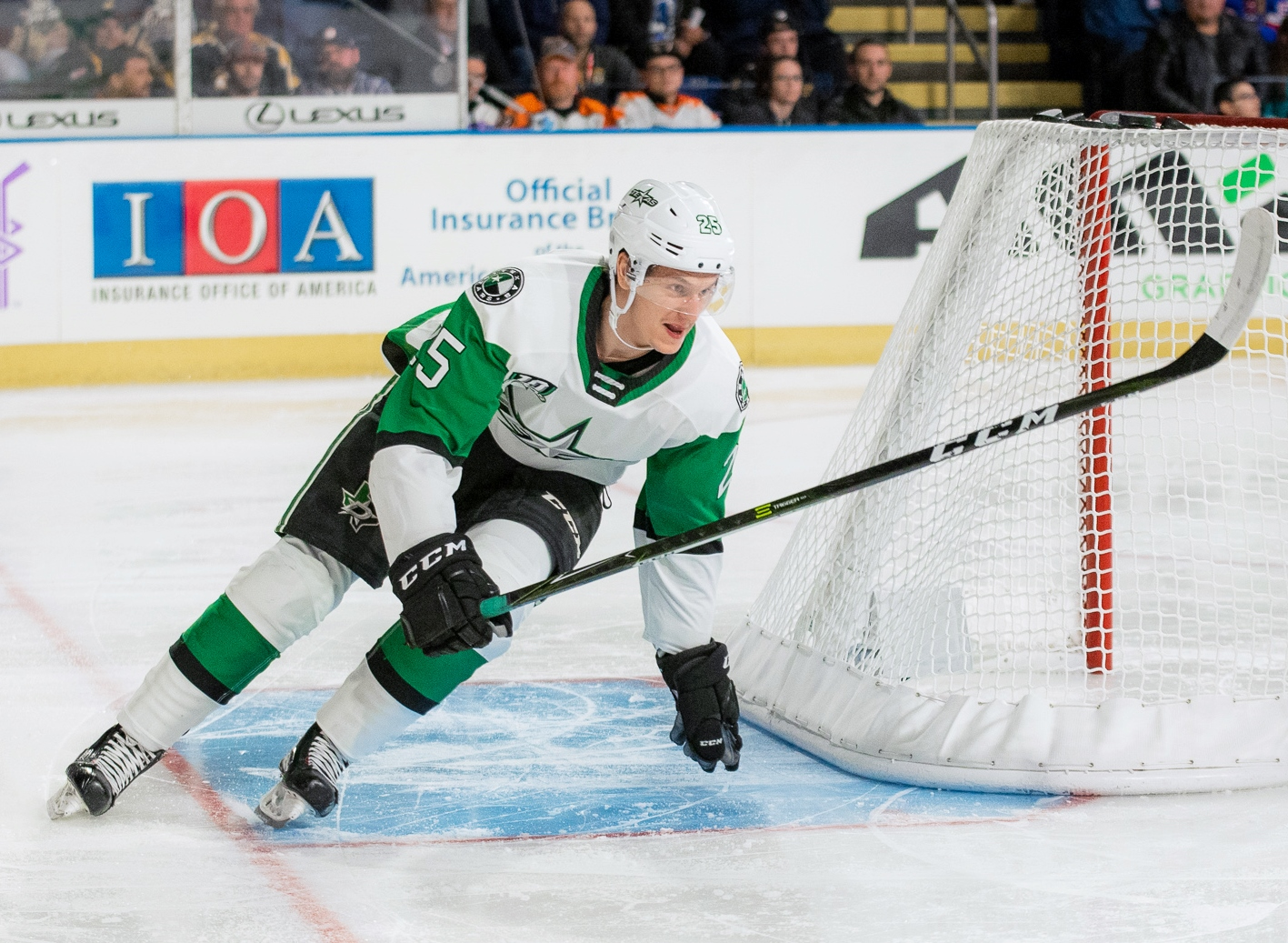
2019 год

13 мая 2016 года подписал с «Далласом» контракт новичка. 5 октября после тренинг-кемпа, был отправлен в фарм-клуб, выступающий в АХЛ.
В начале 2017 года стал бронзовым призёром молодёжного чемпионата мира в составе сборной России, забив победный гол в овертайме в матче за третье место.
8 апреля 2017 года дебютировал в НХЛ в последнем матче сезона 2016/17 против «Колорадо Эвеланш» (победа «Старз» 4:3 по буллитам) и провёл на льду 13:06.
4 февраля 2018 года оформил свой первый хет-трик в АХЛ, был признан первой звездой матча между «Техас Старз» и «Сан-Антонио Рэмпейдж» (5:1).
По итогам сезона 2019/20 (второго для себя в НХЛ) стал лучшим снайпером команды «Даллас Старз», и единственным игроком преодолевшим отметку в 20 голов.
20 августа 2020 года набрал 5 очков (4+1) в матче против «Калгари Флэймз» (7:3) и стал первым российским хоккеистом в истории и первым игроком «Далласа», забросившим «4 шайбы в плей-офф Кубка Стэнли. Три шайбы Денис забросил во втором периоде. 31 августа 2020 года сделал три результативные передачи в матче против «Колорадо Эвеланш» (4:6). Всего в 27 матчах плей-офф набрал 17 очков (9+8).
В октябре 2020 года подписал новый двухлетний контракт с «Далласом», ежегодная зарплата составит $ 2,55 млн. В сезоне 2020/21 сыграл 55 матчей и набрал 30 очков (12+18).
26 февраля 2023 года был обменян в «Монреаль Канадиенс» на Евгения Дадонова.
По завершении сезона 2022/23 подписал однолетний контракт с «Нэшвилл Предаторз» на сумму $ 850 тыс. Перед сезоном 2023/24 был выставлен на драфт отказов и был отправлен в фарм-клуб «хищников» — «Милуоки Эдмиралс». Там он провёл 27 матчей, набрав 30 (12+18) очков, будучи одним из лидеров команды. Позже, он был вызван в стан основной команды, где дебютировал 6 января 2024 года в матче против его бывшей команды — «Далласа». В следующем матче против «Анахайма» отметился заброшенной шайбой, а после против «Далласа» и результативной передачей. Однако в последующих 11 встречах он не набрал ни очка и попал в запас.
8 марта 2024 года, в последний день дедлайна, был обменян в «Филадельфию Флайерз» на нападающего Уэйда Аллисона, где до окончания сезона сыграл 4 матча, но результативными действиями не отметился.
1 августа 2024 года подписал контракт на два года с московским ЦСКА, вернувшись в КХЛ спустя 8 лет. Первый матч за ЦСКА в КХЛ провёл 5 сентября 2024 года против «Спартака» (2:4).

## Достижения
- Бронзовый призёр молодежного чемпионата мира: 2017
- Обладатель приза Кларенса Кэмпбелла: 2020

## Статистика
| Легенда | Легенда                    | Легенда | Легенда                   | Легенда | Легенда    |
| ------- | -------------------------- | ------- | ------------------------- | ------- | ---------- |
| И       | Количество проведённых игр | Штр     | Штрафное время            | +/−     | Плюс-минус |
| Г       | Голы                       | П       | Голевые передачи          | О       | Очки       |
| -       | Статистика неизвестна      | —       | Статистика не учитывалась |         |            |